# Takosuke
Takosuke es un personaje que protagoniza el videojuego Gokujo Parodius! y es uno de los principales representantes de la saga Parodius. Es un pulpo alegre que viene del espacio para defender la Tierra, su padre es el pulpo Tako que protagonizó los dos primeros juegos de Parodius y su hermano es Takohiko, que lo reemplaza en Jikkyo Oshaberi Parodius. En Sexy Parodius, Takosuke aparece mucho más viejo, como jefe del equipo Parodius y es un personaje no jugable convertido casi en un villano. Takosuke además aparece como uno de los corredores seleccionables en el videojuego de carreras Konami Krazy Racers.

## Información general
Takosuke es uno de los pulpos que protagonizan la saga Parodius y que suelen ser confundidos como un solo personaje debido a su parecido. Su apariencia es de un pulpo joven de color rojo y de grandes ojos azules que viste una visera azul en la cabeza. Su padre es Tako, también llamado Octopus, que aparecía como el protagonista de los dos primeros Parodius. En el tercer juego, Gokujo Parodius!, Takosuke reemplaza a su padre como el pulpo principal, seleccionable por el jugador. Aquí es además acompañado por una pulpo femenina de color amarillo llamada Belial que es asignada al segundo jugador. En Jikkyo Oshaberi Parodius Takosuke no aparece y en su lugar se encuentra Takohiko, su hermano menor, también acompañado por Belial. 
En Sexy Parodius, Takosuke es llamado Old Lecher Tako A, su aspecto ahora cambia, aparenta ser más viejo, con cara de gruñón y prominentes bigotes de villano. Lecher Tako A es un pulpo viejo, depravado y explotador que abre una agencia que resuelve los problemas de la gente a cambio de dinero, para ello contrata a Pentarou como su secretario y a los guerreros Paro como trabajadores. En esta batalla Tako ya no pelea y solo se dedica a contar dinero y perseguir mujeres bonitas mientras sus empleados hacen el trabajo sucio. Al final del juego decide abandonar el equipo y se escapa con todo el dinero ganado, ante lo cual los guerreros Paro lo persiguen para darle su merecido pero Takosuke acaba siendo aplastado accidentalmente por uno de los jefes de nivel y muere. Irónicamente su perdición resulta ser una bella mujer gigante desnuda que inocentemente se sienta sobre el legendario pulpo. Tras su muerte se construye una estatua en su honor y los guerreros de Parodius finalmente se separan.
Takosuke tiene un hijo llamado Takosuke Jr. que hereda su puesto en Paro Wars y es el jefe del ejército de los pulpos.

## Habilidades
Takosuke es un guerrero espacial que replica las habilidades del Vic Viper del juego Salamander. Cuenta con un disparo de balas como ataque básico pero puede ir mejorando su arsenal al conseguir cápsulas de poder. Su barra de poderes es la siguiente:
- Speed Up: Aumenta la velocidad de Tako, puede usarse varias veces.
- 2-way missile: Activa un disparo de pescados que son arrojados hacia arriba y abajo.
- Tailgun: Activa el disparo doble, hacia delante y atrás.
- Ripple: Activa el poderoso disparo de ondas.
- Option: Añade un pequeño pulpo asistente que sigue a Takosuke y copia sus ataques. Pueden llevarse hasta cuatro.
- O Trap: Aparece un escudo que se coloca en la boca de Takosuke y detiene todos los ataques frontales, se destruye al recibir varios impactos.
- Bellpower: Al tocar una campana de color, Takosuke puede usar uno de los ataques especiales como el Mega Crush, la muralla láser o el megáfono.

## Apariciones en Videojuegos

### En la saga Parodius
- Parodius Da! (1990 - Arcade, Móvil): Aunque aquí no está identificado como tal, posteriormente se estableció que Takosuke aparece en realidad como uno de los "Options" del personaje Octopus. También se dice que Takohiko es el segundo "Option".

- Gokujo Parodius! (1994 - Arcade, SNES, Móvil): Takosuke aparece en reemplazo de Octopus como uno de los personajes seleccionables. El segundo jugador controla a Belial en su lugar.

- Sexy Parodius (1996 - Arcade, PSX, Saturn, PSP): Takosuke aparece como jefe del equipo Parodius, es un personaje no jugable que sale en las escenas de presentación e intermedias, la etapa final consiste en perseguir a Takosuke con un estrecho límite de tiempo. Aquí además Tako tiene su aspecto de viejo, muy distinto al de Gokujo Parodius!.

### En otras series
- Konami Krazy Racers (2001 - GBA): Videojuego de carreras de karts que reúne a numerosos personajes de Konami. Takosuke es uno de los corredores seleccionables que aparece como el representante de la saga Parodius, su asistente es Michael. Además se ha utilizado su tema característico como música del escenario de Parodius.

- Nou Kaihatsu Kenkyujo Kuru Kuru Lab (2009 - Arcade): Juego de destreza mental en donde hay un minijuego protagonizado por Takosuke.[1]

### Cameos
- Twinbee PARADISE in Donburishima (1998 - PC):

- Mitsumete Knight R: Daibouken-hen (1999 - PSX): Al iniciar el juego por segunda vez ("Nuevo Juego +"), en el PrintStation del primer pueblo, el fondo cambia mostrando a numerosos personajes de Konami, incluyendo a Takosuke.[2]

## Apariciones en juegos Arcade
- CR Parodius Da! (2000 - Pachinko): Takosuke aparece en los slots con su aspecto de viejo.[3]

- CR Gokujou Parodius! (2006 - Pachinko): Takosuke aparece en los slots y el decorado del juego.[4]

- Gokuraku Parodius (2010 - Pachislot): Takosuke aparece en los videos del juego como uno de los personajes principales. En una escena aparece jugando béisbol en la playa con Hikaru. También hay una escena en donde trata de espiar a Hikaru y Akane en traje de baño.

## Curiosidades
- El nombre "Takosuke" proviene de "Tako" que en japonés significa pulpo y "suke" que es una terminación muy común en nombres de varones japoneses.

- En el final "malo" de Sexy Parodius, si el jugador falla el último nivel, se ve cómo Takosuke logra escaparse con todo el dinero y consigue un harem de chicas en ropa interior mientras los demás personajes agonizan en la miseria.

- En el CD de audionovela Kyuukyoku Parodius se puede escuchar a Takosuke.  Su voz fue interpretada por la actriz Fujita Toshiko, quien también hizo la voz de Kiteretsu.[5]